# 朱荣桂
朱荣桂，江西彭泽（今江西九江）人，是一名清朝政治人物。
朱荣桂曾于1835年接替魏文瀛任金山县知县一职，1838年由韩倬章接任。